# Sudamja fest
Sudamja fest je hrvatski festival duhovne glazbe. Održava se svake godine u Splitu. Pokrenut je u spomen na zaštitnika grada Splita sv. Dujma. Festival organizira Ured za pastoral mladih Splitsko-makarske nadbiskupije. Cilj festivala je mladima grada Splita kroz pjesmu i prigodnu poruku približiti lik i poruku sv. Dujma, nebeskog zaštitnika grada Splita i Splitsko-makarske nadbiskupije. Festival se održava na Peristilu, a u slučaju loših vremenskih uvjeta u Nadbiskupskom sjemeništu. Sudionici festivala su duhovno-glazbeni sastavi koji nastupaju s prvom autorskom objavljenom pjesmom i drugom autorskom neobjavljenom pjesmom.
Do danas su na festivalu nastupili Andrijane (Sućidar Split), Aurora (Ninčevići Solin), Dominik (Lučac Split), Konkatedrala (Lokve Split), Mihovil (Kamen Split), Papa Band (Solin), Veritas Aeterna (Split), Davor Terzić (Rovinj), Anjel, David, Dominik, Konkatedrala, Mihovil, Sperantes, Veritas i dr.
Tekstualnu i glazbenu komisiju za odabir skladbi do danas sačinjavali su: don Vedran Torić (prof. hrvatskog jezika), Kristina Bitanga (Tiskovni ured Splitsko – makarske nadbiskupije), Pere Eranović (glumac), Branka Pleština Stanić (prof. pjevanja), fra Marin Karačić (župni vikar župe sv. Ante Padovanskog Humac/ kantautor), Leo Škaro (glazbenik i producent).
Pjesme izvedene na festivalu objavljene su na nosačima zvuka. Album Sudamja fest 2017. s pjesmama Sudamja festa 2017. objavljen je u zajedničkoj nakladi Croatia Recordsa i Cro sacro etikete Hrvatskog katoličkog radija.

## Vanjske poveznice
- Službene stranice Sudamja festa  Arhivirana inačica izvorne stranice od 29. travnja 2018. (Wayback Machine)
- Facebook Sudamja fest 2017.
- Facebook Sudamja fest 2016.